# Belvézet
Belvézet – miejscowość i gmina we Francji, w regionie Oksytania, w departamencie Gard.
Według danych na rok 1990 gminę zamieszkiwało 149 osób, a gęstość zaludnienia wynosiła 7 osób/km² (wśród 1545 gmin Langwedocji-Roussillon Belvézet plasuje się na 754. miejscu pod względem liczby ludności, natomiast pod względem powierzchni na miejscu 348.).